# Relax
"Relax" är den första singelskivan från den brittiska gruppen Frankie Goes to Hollywood. Singeln släpptes den 24 oktober 1983 och återfinns på albumet Welcome to the Pleasuredome. Den är skriven av Peter Gill, Holly Johnson, Brian Nash och Mark O'Toole och producerad av Trevor Horn. 
Relax nådde Englandslistans förstaplats den 21 januari 1984, och skall enligt beräkningar ha sålts i nära 2 miljoner exemplar i Storbritannien. Relax nådde även singellistans förstaplats i Tyskland, Grekland, Finland, Spanien, Belgien, Frankrike, Schweiz, Israel, Italien och Thailand. I Sverige nådde Relax singellistans fjärdeplats.
Låtens textinnehåll uppfattades ha sexuella undertoner, i synnerhet textraden ”Relax, don't do it, when you want to suck it to it, Relax don't do it, when you want to come” (som även är tryckt på singelomslaget). Detta orsakade protester inom vissa kretsar, och i mitten av januari 1984 beslutade BBC Radio att förbjuda sina DJ:s att spela låten. Detta bidrog sannolikt till låtens enorma försäljningsframgångar.

## Låtförteckning
1. "Relax (move)" (3:52)
2. "One September Monday" (4:47)

Låten remixades i ett otal versioner. Följande är ett urval:
1. Relax (Original Radio Mix)
2. Relax (Original New York 12" Mix) (Denna mix förekommer i Miami Vice-avsnittet "Little Prince", säsong 1, avsnitt 11.)
3. Relax (Peter Rauhofer's Doomsday Dub)
4. Relax (Cold Cut Remix)
5. Relax (Saeed & Palash Addictive Journey)
6. Relax (Peter Rauhofer's Doomsday Club Mix)
7. Relax (Peter Rauhofer's Doomsday Radio Mix)
8. Relax (The Ollie J Remix)
9. Relax (Jam & Spoon Trip-O-Matic Fairy Tale Mix)
10. Relax (New York Mix – The Original 12")
11. Relax (The Last Seven Inches)
12. Relax (Sex Mix)